# Amblyomma pilosum
Amblyomma pilosum är en fästingart som beskrevs av Neumann 1899. Amblyomma pilosum ingår i släktet Amblyomma och familjen hårda fästingar. Inga underarter finns listade i Catalogue of Life.